# Time's End
Time's End è il primo album completo dal gruppo statunitense heavy metal/christian metal Saint, nel 1986.

## Il disco
La formazione prevede Josh Kramer (voce), John Mahan (chitarra), Richard Lynch (basso) e Brian Willis (batteria); le nove tracce del disco presentano un heavy metal molto simile ai primi Judas Priest di Rob Halford: riff di chitarra abbastanza aggressivi e semplici, con voce non troppo acuta, ma graffiante e arrabbiata.
"In the night" parte con un riff semplice e deciso, per poi dare spazio alla sezione ritmica ben eseguita e ad una voce melodica ma al contempo abbastanza violenta. Così è anche per "Island prisoner" e "Space cruiser", che ci conducono alla traccia un po' più malinconica del disco: "Trough You", ritmiche sempre decise ma voce molto più pacata e bassa, accompagnate dai consueti assoli di chitarra. Si passa all'apocalittica "Time's end": il tempo lento e la ritmica violenta introducono una voce graffiante in questo pezzo che dà il nome al disco, i testi sono molto tragici, parlando di una città distrutta e dei pericoli del male.
Il brano che segue è forse uno dei meglio riusciti del disco "Primed and ready". Dopo di essa si passa alla thrash track "Destroyers" ed infine alle due, un poco maideniane, "Phantom of the galaxy" e "Steel killer".

## Tracce
1. In the Night
2. Island Prisoner
3. Space Cruiser
4. Through You
5. Time's End
6. Primed and Ready
7. Destroyers
8. Phantom of the Galaxy
9. Steel Killer

## Formazione
- Josh Kramer - voce
- John Mahan - chitarra
- Richard Lynch - basso
- Brian Willis - batteria